# Josep Pastells i Mascort
Josep Pastells i Mascort (La Creueta, Gironès, 20 d'abril de 1966) és un periodista i escriptor català. Va llicenciar-se en Ciències de la Informació a la Universitat Autònoma de Barcelona. Ha treballat en diversos mitjans de comunicació i també ha fet de cap de premsa de diferents institucions o formacions polítiques. Des de novembre de 2017 és coordinador de la Revista de Girona. Va ser corresponsal del diari Ara a Girona.

## Obra

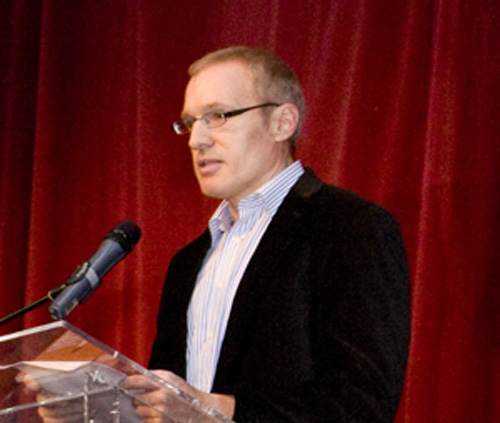
Josep Pastells, el desembre de 2009

Fins ara ha publicat onze novel·les en català:
- Nus (1998)
- Rere el mirall (2001, Premi Cafè 1929)
- Wole (2001)
- Witxi (2002)
- Pell de cilici (2003, Premi Just Manuel Casero)
- A la recerca de l'equilibri (2005)
- Temps de neguit (2010, Premi Rei en Jaume)
- Vida i miracles d'Odell Kraus (2011, Premi Marian Vayreda)[3]
- Cacic de fireta (2014, premi Ciutat de Mollerussa)[4]
- Ciutat d'aigua (2018, beca KREAS de l'Ajuntament de Girona)[5]
- Sang blava (2018)

A més, d'un llibre de relats bilingüe:
- L'últim alè de Fidípides (2009)

Un llibre de relats eròtics:
- Vides lascives (2012, premi de literatura eròtica la Vall d'Albaida)[6]

Un còmic:
- Ferrater Mora, filòsof (2017), amb dibuixos d'Iván García[7]

I un altre llibre de relats i una novel·la en castellà:
- Simpático fracasado (2006)
- Héroes flacos (2007)

També ha publicat diverses narracions, contes breus, pensaments i textos poètics en revistes, a Internet i en volums compartits amb altres autors, tant en català com en castellà.

## Premis i reconeixements
Entre altres premis ha guanyat els següents: Recull de retrat literari (1997), Joan Santamaria de narrativa (1999), Just Manuel Casero de novel·la curta (2002), Manel Bonmatí de periodisme (2009), Marian Vayreda de novel·la (2010), Vall d'Albaida de literatura eròtica (2012), Ciutat de Mollerussa de novel·la breu (2014) i el primer premi Empordà de novel·la de la Bisbal d'Empordà (2018).